# Евстигнеев, Алексей Алексеевич
Алексей Алексеевич Евстигнеев (13 марта 1919 — 25 января 1944) — командир орудия 576-го артиллерийского полка (167-я стрелковая дивизия, 40-я армия, 1-й Украинский фронт), ефрейтор. Герой Советского Союза.

## Биография
Родился 13 марта 1919 года в посёлке Верхняя Салда, ныне город Свердловской области, в семье рабочего.
Окончил 5 классов верхнесалдинской школы № 9 и школу фабрично-заводского обучения. Работал электрослесарем нижнетагильской конторы «Электромонтаж».
В Рабоче-крестьянскую Красную Армию ушёл добровольцем 2 июля 1942 года. Участвовал в боях с немецко-фашистскими захватчиками на Воронежском и 1-м Украинском фронтах. Ефрейтор, командир орудия 7-й батареи 576-го артиллерийского Краснознамённого полка 167-й стрелковой Сумско-Киевской дважды Краснознамённой дивизии 40-й армии 1-го Украинского фронта. Кандидат в члены КПСС. Награждён медалью «За отвагу». Погиб в бою 25 января 1944 года у деревни Тихоновка, ныне Лысянский район, Черкасской области, Украина. Похоронен в селе Тихоновка. Звание Героя Советского Союза присвоено посмертно 24 мая 1944 года.

## Подвиг
В ходе Корсунь-Шевченковской операции 167-я стрелковая дивизия ведёт бои с вражеской группировкой, пробивающейся к окружённым в Корсунь-Шевченковском войскам. Оказавшийся на одном из главных направлений удара, 465-й стрелковый полк с 13 января 1944 года в течение 15 дней вёл ожесточённые бои в окружении в районе села Тихоновка, остатки полка смогли выйти в результате удара основных сил дивизии.
Ефрейтор Евстигнеев, продвигаясь в составе дивизиона в направлении села Тихоновка, 14 января 1944 года оказался в окружении. Противник бросил в атаку до 200 автоматчиков при поддержке танков. Расчёт ефрейтора Евстигнеева при отражении контратаки противника подбил танк и уничтожил до взвода вражеских солдат.
25 января 1944 года после пяти массированных налётов противник снова бросил в атаку танки. Ефрейтор Евстигнеев, будучи раненым, выкатил орудие на прямую наводку и уничтожил роту противника, подбил два танка и два самоходных орудия. Погиб в этом бою.

## Награды
- Присвоено звание Герой Советского Союза (посмертно)[1].
- Орден Ленина.
- Медаль «За отвагу».

## Память
- Имя Евстигнеева А. А. носят улица и профессионально-техническое училище № 27 города Верхняя Салда.
- На доме, где он жил, установлена мемориальная доска.
- На месте захоронения в селе Тихоновка установлен памятник.